# 護国軍 (韓国陸軍)
護国軍（ごこくぐん、護國軍、호국군）は、1948年11月から1949年8月まで存在した大韓民国陸軍の予備軍。

## 歴史
国軍組織法（法律第9号）第12条に基づいて、1948年11月20日に陸軍本部内で護国軍務室（初代室長：申應均）が創設されたのが始まりであった。護国軍の実際の編成と教育訓練を担当する現役歩兵連隊を「編成担任連隊（編成擔任聯隊、편성담임연대）」に指定され、現役将校と下士官で構成された護国軍顧問部が設置された。
1948年12月29日、護国軍務室を護国局に改編。
正規軍増強のため、戦闘部隊と特殊部隊に分け、必要に応じて正規軍に編入することができた。将兵は予備役の身分で各自生業を営むが、必要に応じて訓練に召集された。
当初は第1～13連隊の10個連隊で発足したが、1949年1月には4個旅団に拡充され、兵力は4万人であった。
1949年4月1日、陸軍本部護国局は陸軍総参謀長直轄の護国軍司令部に改編され、独立予備軍化した。
1949年5月、宋虎聲准将が米軍事顧問団を帯同して部隊を視察した結果、いくつかの問題が明らかになった。軍事訓練を実施する素質を備えた現役軍人が不足し、軍事訓練は正しく行われていなかった。装備も不足し、多くの部隊は訓練用木銃のみ支給され、軍服さえ無い状態であった。現役部隊の支援を受けた一部の部隊は日本製小銃を少数支給されたが、それらの多くは錆びついた状態であった。護国軍士官学校ですら、火器学の授業で実射撃教育を実施していなかった。召集された護国軍幹部が受けた軍事教育が基礎的な制式訓練に過ぎない事例もあった。
1949年8月、護国軍は予算や装備が不足して正常に運用されていない状態であったため、兵事区司令部設置が決定されると解体された。人員と装備は陸軍本部予備局に引き継がれた。

## 幹部補充方法
編成は募兵制の原則に基づき、1948年12月初めに幹部募集が始まり、護国軍第1期募集は12月7日に開始された。主に募兵を始めた部隊は、第1連隊（ソウル、開城、議政府地区）、第11連隊（水原、仁川地区）、第12連隊（温陽地区）、第2連隊（大田、公州地区）、第3連隊（裡里、全州地区）、第6連隊（大邱、金泉地区）、第7連隊（清州、忠州地区）、第8連隊（春川、原州地区）、第10連隊（江陵地区）の9個連隊であった。
護国軍将校は21歳から60歳まで、下士官は満20歳から35歳、兵士は17歳から28歳までを対象とした。将校及び下士官の志願資格は、将校経験者、軍事知識と統率能力がある者、護国軍幹部になった場合生活に支障が無い者に限定し、幹部候補生志願者の合否は、編成担任連隊の連隊長が決定した。士兵志願資格は、過去に軍事教育を受けた者や青年団体で訓練を受けた者であった。志願者は、戶籍抄本と履歴書の他、地域有志の推薦書と警察署長の身元保証書が必要であり、現役志願者の提出書類とほぼ同じだった。
1949年2月24日、護国軍幹部訓練所を梨泰院に開設された。初代所長は申應均中領であった。4月1日に陸軍護国軍幹部学校、7月10日に陸軍護国軍士官学校と改称された。護国軍将校の任官は一般将校と同様に特別採用・普通採用で行われ、大隊長級以上は60歳、中隊長級は50歳、小隊長級は40歳の年齢に制限した。幹部候補生は各地域の現役連隊で6週間の訓練を受けて護国軍士官学校に入校して6週間の教育を修了した後、少尉に任官した。廃校されるまでに1082人の卒業生を送り出し、そのうち640人が現役将校に編入された。

## 組織
- 護国軍司令部（初代司令官：宋虎聲准将）
  - 軍需処、教育処、情報処、人事処
  - 第101旅団（1949年1月11日創設、ソウル） 旅団長：呉光鮮大領
    - 第101連隊
    - 第111連隊

  - 第102旅団（1949年1月11日創設、大田） 旅団長：劉升烈大領、朴始昌中領（後任）、参謀長：趙介玉（朝鮮語版）中領
    - 第102連隊
    - 第103連隊
    - 第113連隊

  - 第103旅団（1949年1月11日創設、釜山） 旅団長：安秉範大領
    - 第105連隊
    - 第106連隊
    - 第116連隊

  - 第105旅団（1949年4月22日創設、光州） 旅団長：金冠五大領、金正晧中領（後任）
    - 第120連隊
    - 第115連隊

  - 第106旅団（1949年1月11日創設、清州） 旅団長：權晙大領
    - 第107連隊
    - 第108連隊
    - 第110連隊

  - 護国軍士官学校 校長：申應均中領、張錫倫中領（後任）